# Hot Boys

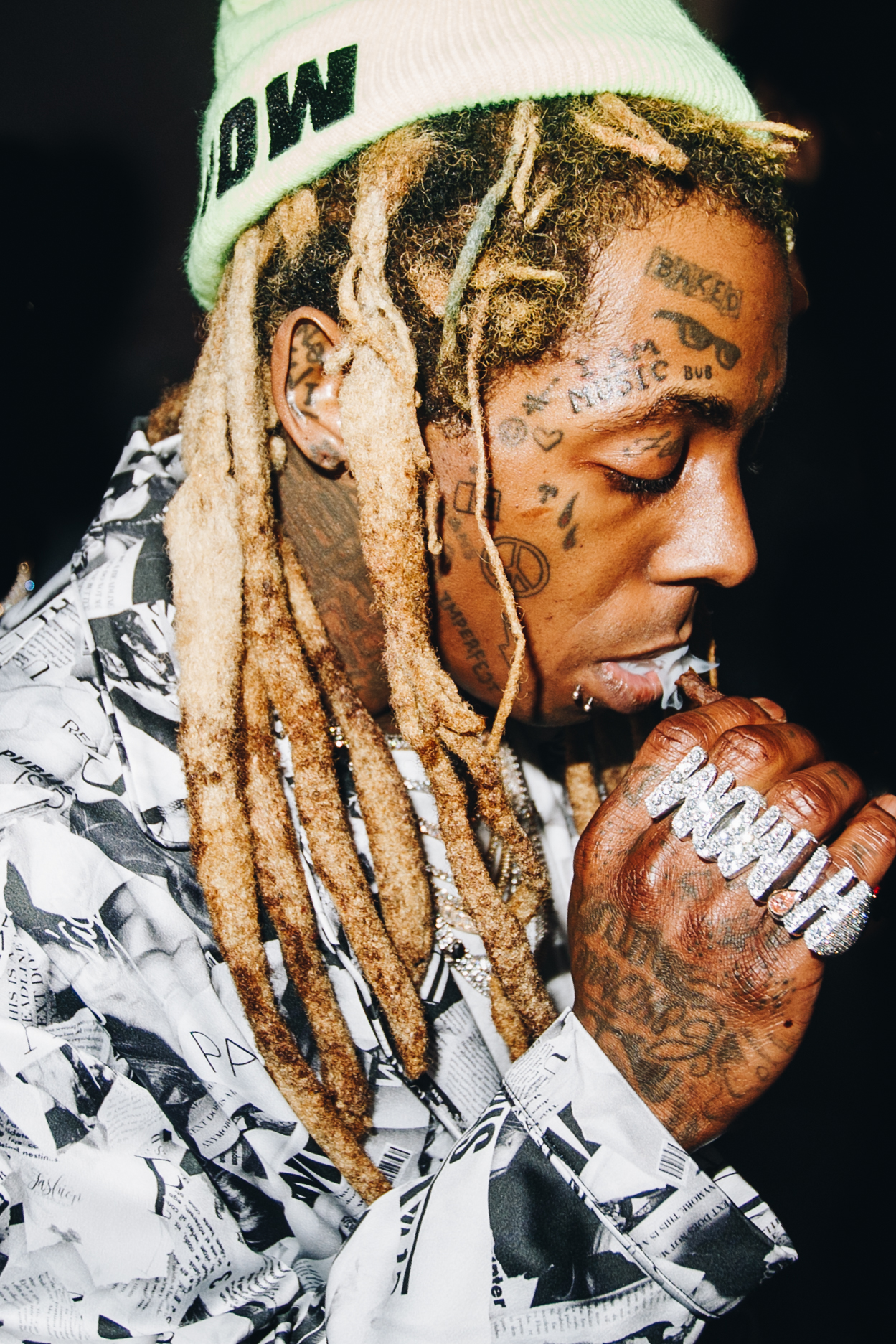
LIL WAYNE gefotografeerd door CHRIS ALLMEID

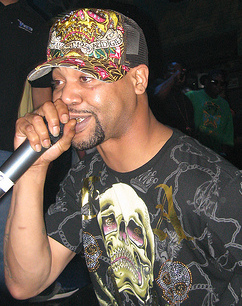
Juvenile(rapper)

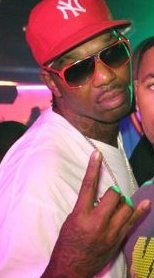
Director Chaz Singleton and rapper BG (cropped)

De Hot Boys zijn een hiphop-gangstarapgroep uit New Orleans, in 1997 opgericht door de rappers Juvenile, B.G., Lil Wayne en Turk (ook bekend als Young Turk en Lil Turk). In deze formatie traden zij op en maakten zij plaatopnames in de periode tot 2001. Vanaf 2009 zijn er pogingen geweest voor een reünie, maar als gevolg van gevangenisstraffen van Turk en B.G. zijn er voornamelijk samenwerkingen met 3 leden van de groep geweest.

## Geschiedenis
The Hot Boys ontstonden in de zomer van 1997 met de oorspronkelijke leden B.G. (Baby Gangsta), Lil Wayne, Juvenile, Turk en Bulletproof, oftewel Lil Derrick, een neef van Cash Money-oprichter Birdman. Lil Derrick verliet de groep kort na het opnemen van het eerste album en werd in 2002 vermoord.
The Hot Boys hadden hun officiële samenwerking op B.G.'s derde studioalbum It's All on U, Vol. 1. Ze brachten al snel hun debuutalbum uit, getiteld Get It How U Live!, waarvan meer dan 300.000 exemplaren werden verkocht, voornamelijk in het zuiden van de VS. Het album stond in de nationale hitparade op nummer 37 van de Billboard R&B/Hip-Hop Albums Chart. In 1998 stemde Ca$h Money in met een pers- en distributieovereenkomst van $ 30 miljoen met Universal Records. Dit leidde tot releases zoals Juvenile's 400 Degreez, dat in Amerika met 4x platina werd gecertificeerd.
The Hot Boys waren talloze keren te zien op veel van de nummers van albums als "Back That Azz Up" van Lil Wayne en Mannie Fresh, en "Ha", waar de Hot Boys te zien waren in de videoclip en de remix. The Hot Boys verschenen op zowel de albums van B.G. als de albums van Lil Wayne uit 1999, Chopper City In The Ghetto, van B.G., en Tha Block Is Hot, van Lil Wayne. Beide albums werden platina. De groep bracht ook singles uit zoals "Cash Money Is An Army" en "Bling Bling" van B.G., "Tha Block Is Hot" en "Respect Us" van Lil Wayne, en "U Understand" en "I Got That Fire". door Juvenile.
Op 27 juli 1999 brachten The Hot Boys hun tweede Universal-studioalbum  uit, Guerrilla Warfare, dat nummer 1 bereikte in de Billboard Top R&B / Hip-Hop Albums-hitlijst en nummer 5 in de Billboard 200 en de status van platina bereikte. Er werden twee hitsingles van getrokken , "We On Fire" en "I Need A Hot Girl". "I Need a Hot Girl" piekte op nummer 65 in de Billboard Hot 100. Guerrilla Warfare bevatte ook bijdragen van de Big Tymers, Baby en Mannie Fresh. Net als bij het vorige album van de groep produceerde Mannie Fresh elk nummer.
In 2003 verlieten B.G., Turk en Juvenile Cash Money vanwege financiële problemen, waardoor Lil Wayne het enige lid van de groep was dat nog bij het label werkte. Cash Money slaagde er nog in om het laatste album van de groep samen uit te brengen, Let 'Em Burn, bestaande uit nummers die de groep tussen 1998 en 2000 had opgenomen. De individuele leden van The Hot Boys hadden solo-opnamecarrières met wisselend succes. Lil Wayne werd de meest productieve Hot Boy, waarbij al zijn albums minstens goud behaalden in Amerika en een grote schare fans vergaarden die groeide met de ontwikkeling van zijn indielabel "Young Money". Turk werd in 2006 veroordeeld tot 14 jaar gevangenisstraf en werd in oktober 2012 vrijgelaten. Juvenile en B.G. toonde aanvankelijk wrok jegens Cash Money, maar na verloop van tijd beslechtten ze hun geschillen en meningsverschillen met het label.
Na de ontbinding van de groep in 2001 bleef de groep stil tot 2009, toen Juvenile en B.G. opdoken tijdens een show van Lil Wayne, de I Am Music Tour in New Orleans. Hoewel Turk in 2012 uit de gevangenis werd vrijgelaten, werden de gesprekken over een reünie in de ijskast gezet toen B.G. in 2009 werd gearresteerd wegens wapenbezit (drie vuurwapens en extra magazijnen) en hiervoor, alsmede voor het geknoei met getuigen, vervolgens in 2012 werd veroordeeld tot 14 jaar gevangenisstraf. In december 2012 bracht Turk een nummer uit genaamd "Zip It" met Lil Wayne op zijn SoundCloud-account. Een paar weken later werd een remix uitgebracht met Juvenile op het laatste couplet. In februari 2013 werd een versie uitgebracht met alle vier de leden van de groep, met B.G. zijn deel opgenomen via de telefoon vanuit de gevangenis. In 2013 verschenen The Hot Boys (minus B.G.) in de video van 2 Chainz's nummer "Used 2", waarvan de tekst doet denken aan Juvenile's "Back That Azz Up". "Used 2" werd geproduceerd door Mannie Fresh, die ook in de video verschijnt. Zonder B.G. traden op met Mannie Fresh tijdens Lil Wayne's "Lil WeezyAna Fest" in augustus 2015. Lil Wayne, Juvenile en The Big Tymers kwamen in 2016 weer bij elkaar op een nummer genaamd "Hate".
B.G. werd op 5 september 2023 vrijgelaten uit de gevangenis.